# Aqueduc Médicis

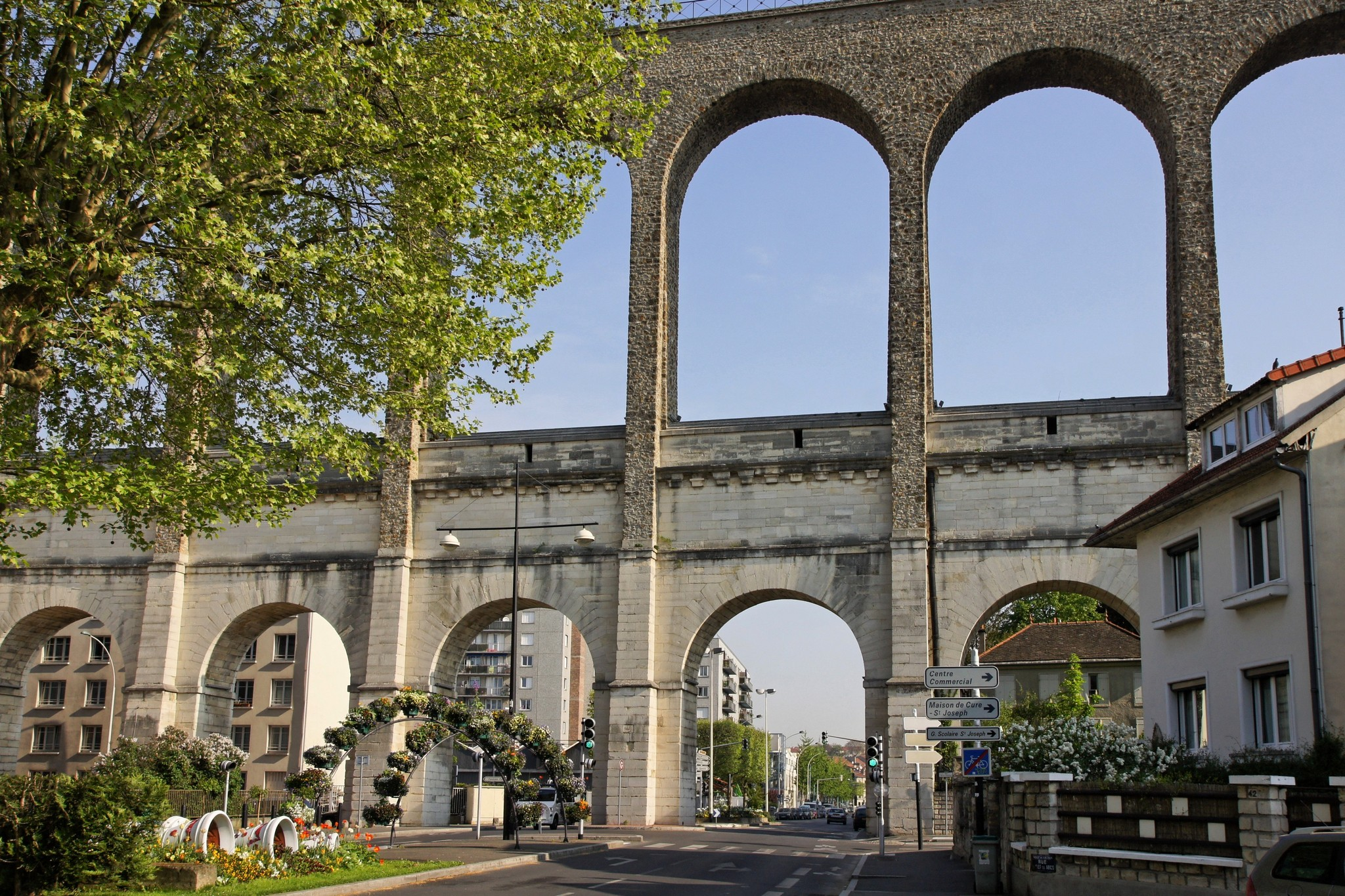
Das Aqueduc Médicis unter den Pfeilern des später errichteten Aqueduc de la Vanne

Das Aqueduc Médicis ist ein Aquädukt in Paris, das in den Jahren 1613 bis 1623 gebaut wurde und immer noch funktionsfähig ist, auch wenn es seine Bedeutung für die Wasserversorgung von Paris mittlerweile verloren hat.

## Vorgeschichte
Paris, bzw. der damals nicht weiter bedeutende Ort Lutetia in der römischen Provinz Gallien, wurde bereits seit dem 2. Jahrhundert mit einem 16 km langen, meist unterirdisch verlaufenden Aquädukt versorgt, das Wasser aus der weit vor der damaligen Stadt liegenden Gegend von Wissous (beim heutigen Rungis unweit des Flughafens Orly) über Fresnes, mittels einer Aquäduktbrücke über die Bièvre und schließlich zu den Thermen nahe der Seine leitete. Dieses Aquädukt verfiel, als sich die Einwohner zu Beginn der Völkerwanderung auf die Île de la Cité zurückzogen. Von dem Aquädukt ist fast nichts mehr erhalten, aber seine Linienführung wurde von den späteren Leitungen übernommen.
Zwischen dem 12. und dem 14. Jahrhundert entwickelte sich Paris zu einer Stadt mit 200.000 Einwohnern, die nun überwiegend das rechte Ufer besiedelten. Die Klöster und anderen kirchlichen Institutionen deckten ihren Wasserbedarf mit neu angelegten Aquädukten, die Quellen im Nordwesten im Bereich des heutigen Ménilmontant anzapften und nur kurze Zeit überdauerten. Die Bevölkerung war im Wesentlichen auf das Wasser aus der Seine oder aus einzelnen Brunnen angewiesen.

## Aqueduc Médicis
Im 15. Jahrhundert war Paris auf 600.000 Einwohner angewachsen. Heinrich IV. hatte verschiedene Brunnen graben und unter der Pont Neuf das Pumpwerk La Samaritaine zur Wasserversorgung des Louvre und des Jardin des Tuileries anlegen lassen. Die Bevölkerung musste sich aber wie schon zuvor überwiegend mit dem Wasser der Seine behelfen, dessen Qualität sich mit der zunehmenden Bevölkerung deutlich verschlechtert hatte. Die öffentliche Hygiene war ein gravierendes Problem, die Pest und andere Epidemien grassierten. Heinrich IV. veranlasste deshalb die Suche nach den Spuren des römischen Aquädukts, aber es erwies sich als unmöglich, das längst vergangene Werk wieder aufzubauen. Er ordnete daher den Bau eines neuen Aquädukts an – kurz vor seiner Ermordung im Jahr 1610.
Seine am Vortag zur Königin gekrönte Frau Maria de’ Medici ließ den Befehl weiter ausführen. Bei der Planung und Ausschreibung des Projektes war Thomas Francine, der Intendant des Eaux et Fontaines du Roi (königlicher Fontänenmeister) beratend tätig. Die Arbeiten an dem später nach Maria de’ Medici benannten Werk begannen 1613 weit außerhalb der Stadt in Rungis mit den in einem großen Rechteck verlegten, Carré des Eaux genannten Leitungen, die das Wasser aus den dortigen Quellen zum heute noch erhaltenen Sammelbecken und Inspektionsgebäude Nr. 1, dem Regard Louis XIII leiteten (). Das Aquädukt verläuft etwas oberhalb der Trasse des römischen Viadukts und quert das Tal der Bièvre mit einer Aquäduktbrücke auf der gleichen Trasse (). Nach zehnjähriger Bauzeit endete die etwa 13 km lange Leitung am Maison du Fontainier, dem Haus des königlichen Brunnenwärters im 14. Arrondissement(), das auch als die Nr. 27 der gleichmäßig über die Strecke verteilten Inspektionsgebäude gezählt wird. In dem von Thomas Francine geplanten Maison du Fontainier wurde es auf drei Becken für den Bedarf des Palais du Luxembourg und seines Parks, der kirchlichen Institutionen und schließlich der allgemeinen Bevölkerung verteilt. Es dauerte allerdings noch weitere fünf Jahre, bis Verteilerleitungen zu öffentlichen Brunnen erstellt wurden. Das Wasser war wegen seiner Klarheit und seines guten Geschmacks geschätzt

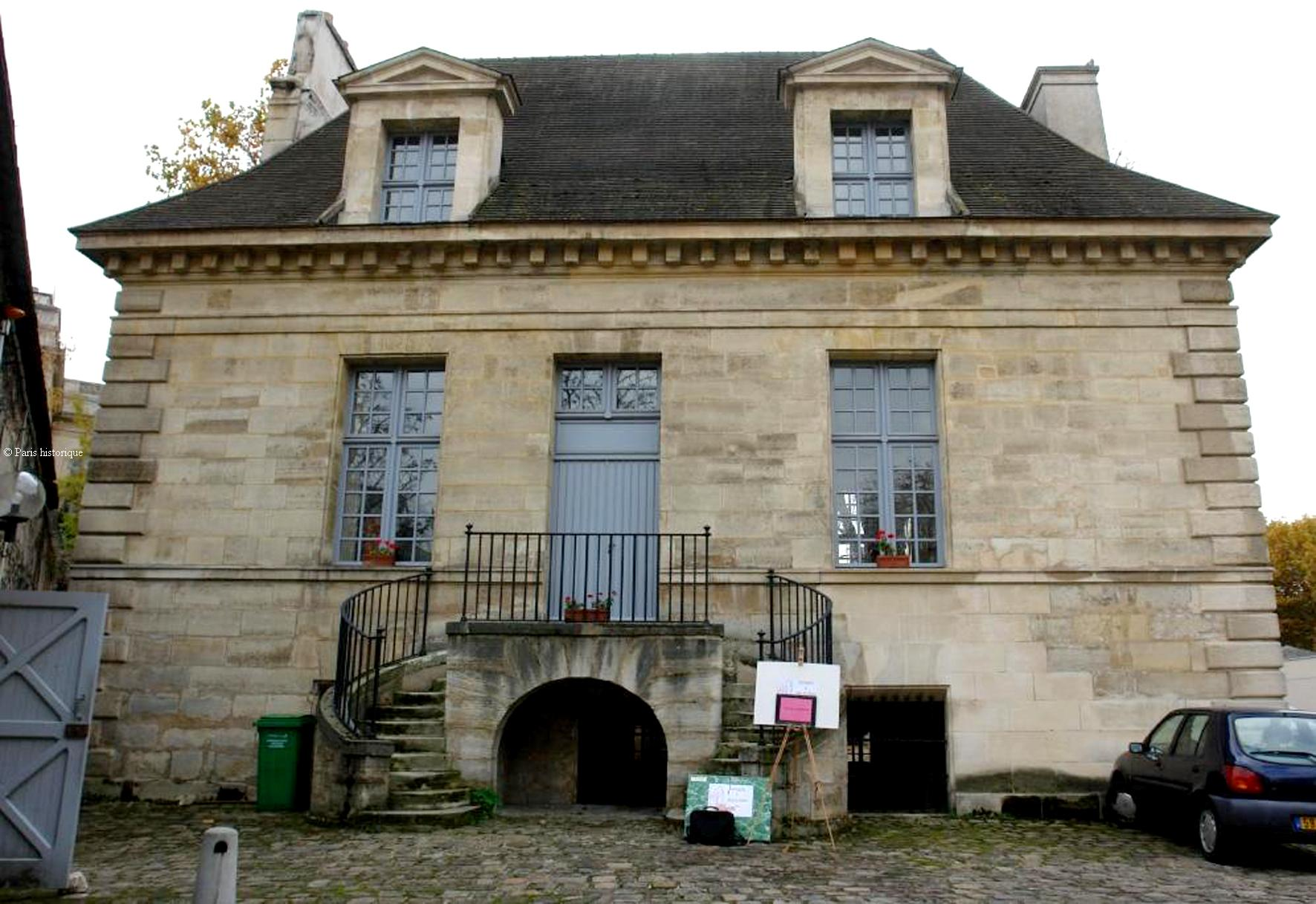
Das Maison du Fontainier

Im Lauf der folgenden hundert Jahre wurden vom Maison du Fontainier aus Verteilerleitungen zu verschiedenen öffentlichen Brunnen angelegt. Auf Veranlassung von Anne d’Autriche, die mit ihrem minderjährigen Sohn Ludwig XIV. im Palais Royal residierte, wurde sogar eine Leitung unter der Pont Neuf auf die andere Seite der Seine verlegt, mit der auch dort zwei öffentliche Brunnen versorgt wurden. Im Lauf der Zeit gelang es verschiedenen wichtigen Personen offizielle oder inoffizielle private Anschlüsse an die Leitungen zu legen. Den Mehrverbrauch versuchte man mit wenig Erfolg durch das Erschließen weiterer Quellen bei Rungis zu kompensieren. Das Aqueduc Médicis wurde im Lauf der Zeit mehr oder weniger gut gewartet, während der Revolution jedoch so gut wie überhaupt nicht.
1856, als Eugène Belgrands Tätigkeit für die Wasserversorgung von Paris begann, wurde ein als Hochbehälter dienendes Reservoir am Panthéon angelegt, in das Wasser aus der Seine gepumpt wurde, um die Stadt von dort aus per Schwerkraft zu versorgen. Um auch das Wasser aus dem Aqueduc Médicis in dieses fast 9 m höher gelegene Reservoir einzuleiten, ließ Belgrand im unteren Drittel des Aquädukts eine Druckrohrleitung einbauen und diese auf einer neuen Trasse mit dem Panthéon verbinden.
Als das von Belgrand gebaute Aqueduc de la Vanne mit einer 20-mal größeren Kapazität die Wasserversorgung von Paris übernahm, wurde das Aqueduc Médicis bedeutungslos. Sein Wasser wurde noch für den Jardin du Luxembourg und die Avenue de l’Observatoire verwendet. Nachdem es vorübergehend nur noch für die Spülung der Abwasserleitungen verwendet wurde, fließt es seit 1904 in den Parc Montsouris.
Die großen Bauarbeiten um Rungis ab den 1960er Jahren (Flughafen Orly, Bahnstrecken und Straßen, Industrieansiedlungen, Großmarkt Rungis) haben die Grundwasserverhältnisse schwer gestört, so dass heute kaum noch Wasser durch das Aqueduc Médicis fließt, das auch nicht mehr als Trinkwasser verwendet werden kann.